# Callispa biarcuata
Callispa biarcuata is een keversoort uit de familie bladkevers (Chrysomelidae). De wetenschappelijke naam van de soort werd in 1961 gepubliceerd door Chen & Yu.